# Sacciolepis micrococca
Sacciolepis micrococca är en gräsart som beskrevs av Carl Christian Mez. Sacciolepis micrococca ingår i släktet Sacciolepis och familjen gräs. Inga underarter finns listade i Catalogue of Life.